# Triosen
Triosen sind die einfachsten Monosaccharide mit drei Kohlenstoffatomen im Kohlenstoffgrundgerüst. Sie haben alle die Summenformel C3H6O3 und unterscheiden sich durch die Art der Carbonyl-Funktion. Handelt es sich um eine Ketogruppe, so spricht man von Ketosen, bei einer Aldehydgruppe nennt man sie Aldosen. Die Triosen kommen frei im Organismus nicht vor, jedoch spielen die Phosphorsäureester im Kohlenhydratstoffwechsel eine wichtige Rolle.
Die Aldotriose Glycerinaldehyd besitzt ein chirales Zentrum, es gibt daher zwei stereoisomere Formen. Die Ketotriose Dihydroxyaceton besitzt kein chirales Zentrum.

## Struktur aller Triosen

Glycerinaldehyd
Dihydroxyaceton

## Stellung im Stoffwechsel
Gluconeogenese bei der Kohlenstoffdioxid-Assimilation: Im Calvin-Zyklus der Chloroplasten von Pflanzen entsteht Glycerinaldehyd-3-phosphat (abgekürzt als GAP oder G3P). Aus dem Triosephosphat werden Monosaccharide gebildet.